# Taça Federação Portuguesa de Futebol
Puchar Portugalskiego Związku Piłki Nożnej (port. Taça Federação Portuguesa de Futebol) – cykliczne rozgrywki piłkarskie, przeprowadzane systemem pucharowym, organizowane jedynie w sezonie 1976/77 przez Portugalski Związek Piłki Nożnej (FPF) dla portugalskich, męskich, profesjonalnych drużyn klubowych osobno dla Primeira Divisão, Segunda Divisão i Terceira Divisão.

## Historia
W sezonie 1976/77 startowały rozgrywki o Puchar Federacji Portugalskiej Futbolu (Puchar FPF). Odbyły się trzy osobne turnieje dla klubów z pierwszej, drugiej i trzeciej dywizji. W turnieju dla pierwszoligowych drużyn najpierw 16 zespołów podzielono na 4 grupy, z których zwycięzcy potem w półfinale walczyli o awans do finału. W finale SC Braga pokonała 2:0 GD Estoril Praia. W turnieju dla drugoligowych i trzecioligowych drużyn najpierw 24 zespołów podzielono na 6 grupy, z których zwycięzcy potem w dwóch grupach walczyli o awans do finału. W finale 2.Divisão FC Barreirense pokonał 1:0 FC Famalicão, a w finale 3.Divisão GD Bragança pokonał 1:0 O Elvas.

## Format
W trzech osobnych turniejach odpowiednio występowały kluby z pierwszej, drugiej i trzeciej dywizji mistrzostw Portugalii. Zespoły z 1.Divisão zostały podzielone na 4 grupy i grały ze sobą mecz i rewanż w rywalizacjach grupowych. Zwycięzcy grup awansowali do jednomeczowych półfinałów. Zwycięzcy półfinałów awansowali do finału. Zwycięzca meczu kwalifikował się do dalszych gier, a pokonany odpadał z rywalizacji. W wypadku kiedy w regulaminowym czasie gry padł remis zarządzana była dogrywka, a jeśli i ona nie przyniosła rozstrzygnięcia, to dyktowane były rzuty karne. Zespoły z 2.Divisão i 3.Divisão zostały podzielone na 6 grup i grały ze sobą mecz i rewanż w rywalizacjach grupowych. Zwycięzcy grup awansowali do 2 grup, w których grały jeden mecz z rywalami. Zwycięzcy grup awansowali do finału.

## Zwycięzcy i finaliści
| Sezon                       | K | K | T | Zwycięzca      | Wynik | Finalista        | Data, miejsce | Br. | Król strzelców | Uwagi                                   |
| Puchar FPF (port. Taça FPF) |   |   |   |                |       |                  |               |     |                |                                         |
| 1976/77 1.Divisão           |   |   | 1 | SC Braga       | 2:0   | GD Estoril Praia | 1977          |     |                | 16 klubów w 4gr.+ faza puch.            |
| 1976/77 2.Divisão           |   |   | 1 | FC Barreirense | 1:0   | FC Famalicão     | 1977          |     |                | 24 kluby w 6gr.+ 6 klubów w 2gr. +finał |
| 1976/77 3.Divisão           |   |   | 1 | GD Bragança    | 1:0   | O Elvas          | 1977          |     |                | 24 kluby w 6gr.+ 6 klubów w 2gr. +finał |

## Statystyka

### Klasyfikacja według klubów
W dotychczasowej historii finałów o Puchar FPF na podium oficjalnie stawało w sumie 6 drużyn. Zwycięzcami w osobnych turniejach są SC Braga, FC Barreirense i GD Bragança, którzy zdobyli trofeum 1 raz.